# Vansbro tjejsim
Vansbro Tjejsim är sedan 1992 en årlig långdistanssimning i Vansbro kommun, enbart öppen för kvinnor. De tävlande simmar 1 000 meter i Västerdalälven motströms. Vansbro Tjejsim ingår i Tjejklassikern.
Premiäråret år 1992 lockade 150 anmälda. Numera är det Sveriges största motionslopp i öppet vatten-simning för kvinnor med omkring 2 000 deltagare. Snabbaste tiden i Vansbro Tjejsim innehas av danskan Mathilde Riis Sørensen, West Swim Esbjerg, med 10:57 minuter från 2012. Medaljordningen är bronsmedalj lopp 1-9 och guldmedalj från lopp 10. Loppet är enbart för kvinnor och ingår i Tjejklassikern. Även Vansbro Kortsim ingår i Tjejklassikern.

### Fotnoter
1. ↑  ”Vansbro tjejsim”. Vansbrosimningen. http://vansbrosimningen.se/vansbro-tjejsim/. Läst 2 mars 2015.